# 哈里·沃森
哈里·沃森（英語：Harry Watson，1898年7月14日—1957年9月11日），加拿大男子冰球运动员，场上位置是前锋。他曾代表加拿大参加1924年冬季奥林匹克运动会冰球比赛，获得一枚金牌。